# Doramaria Purschian

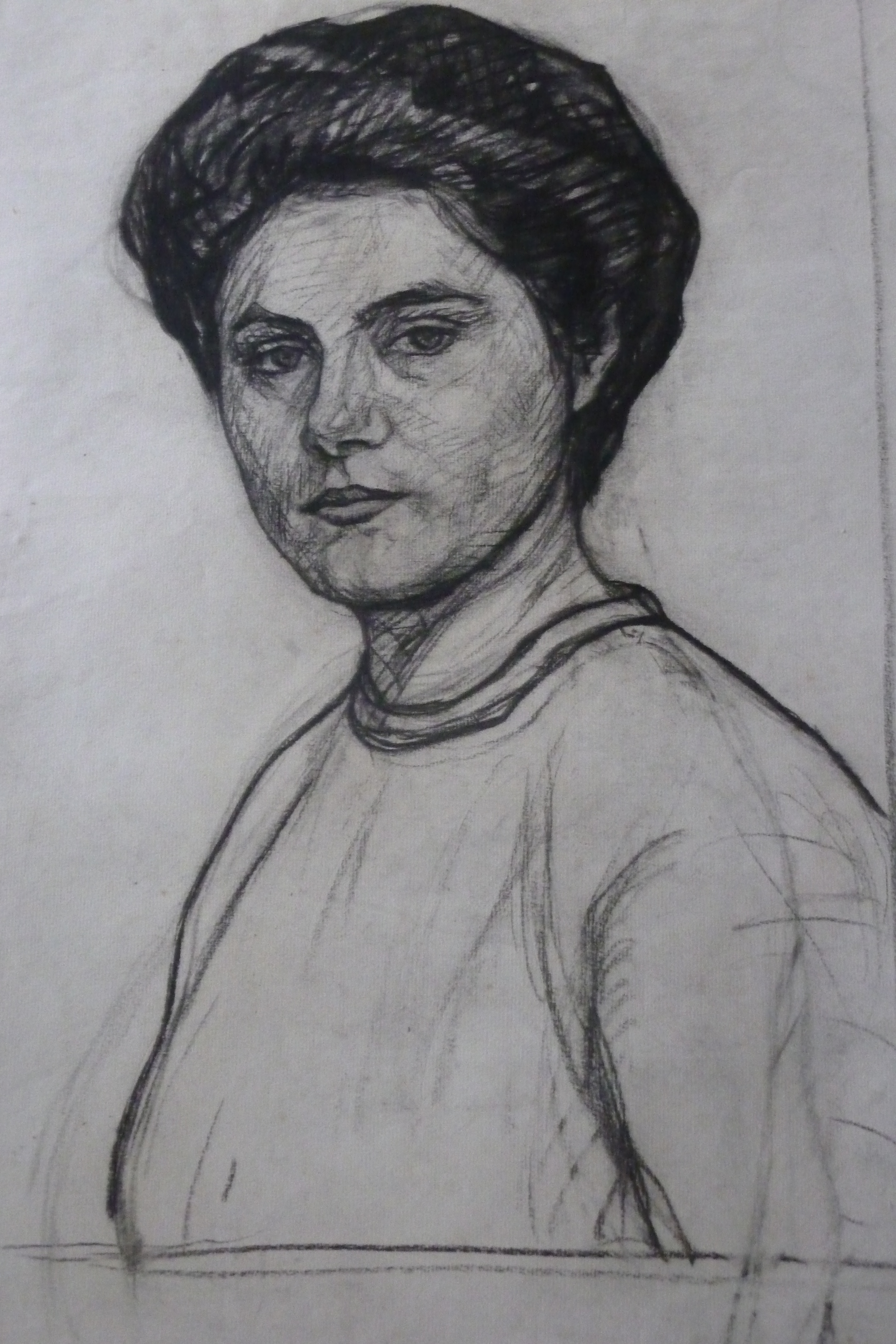
Autorretrato

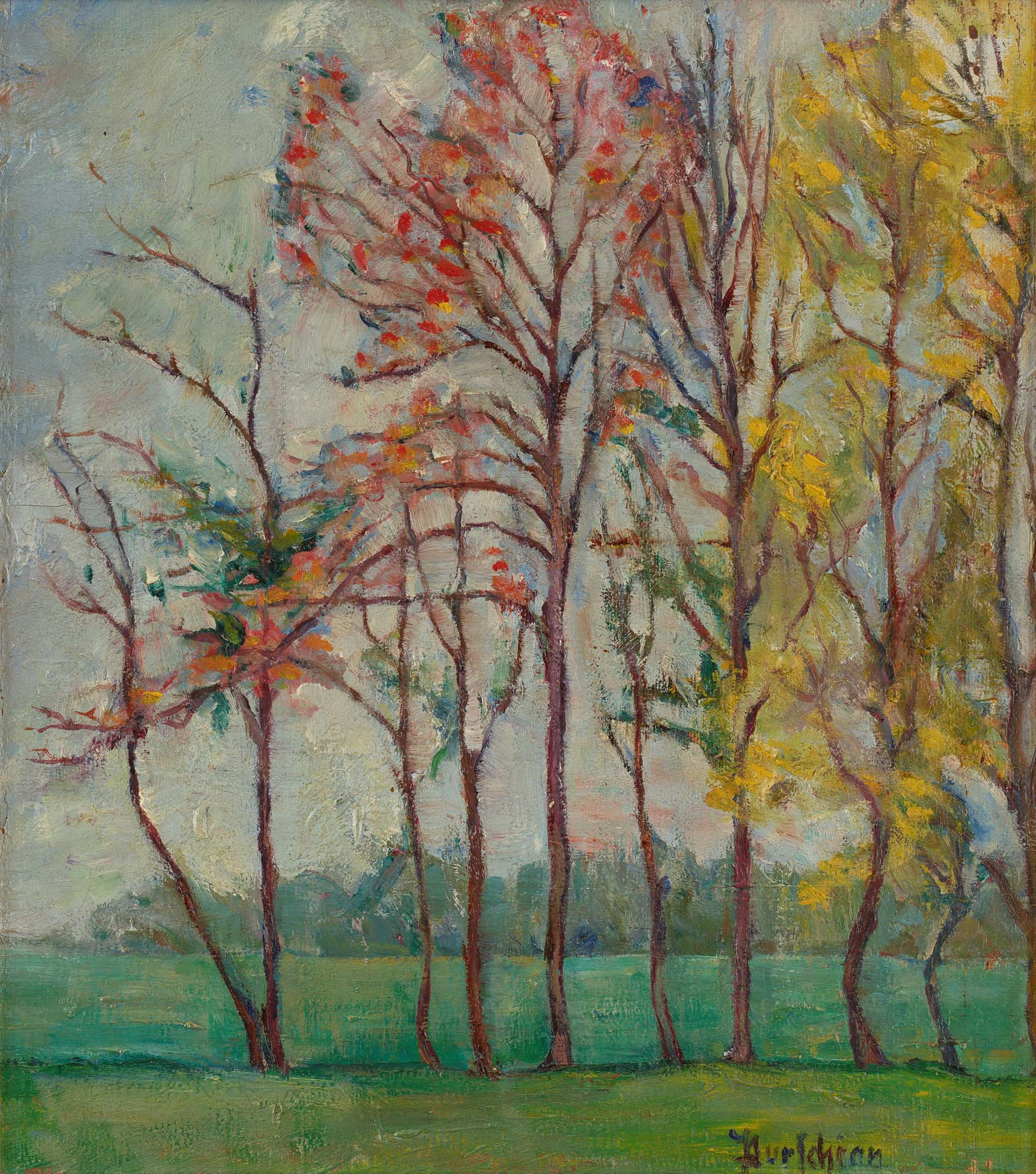
Árboles de otoño

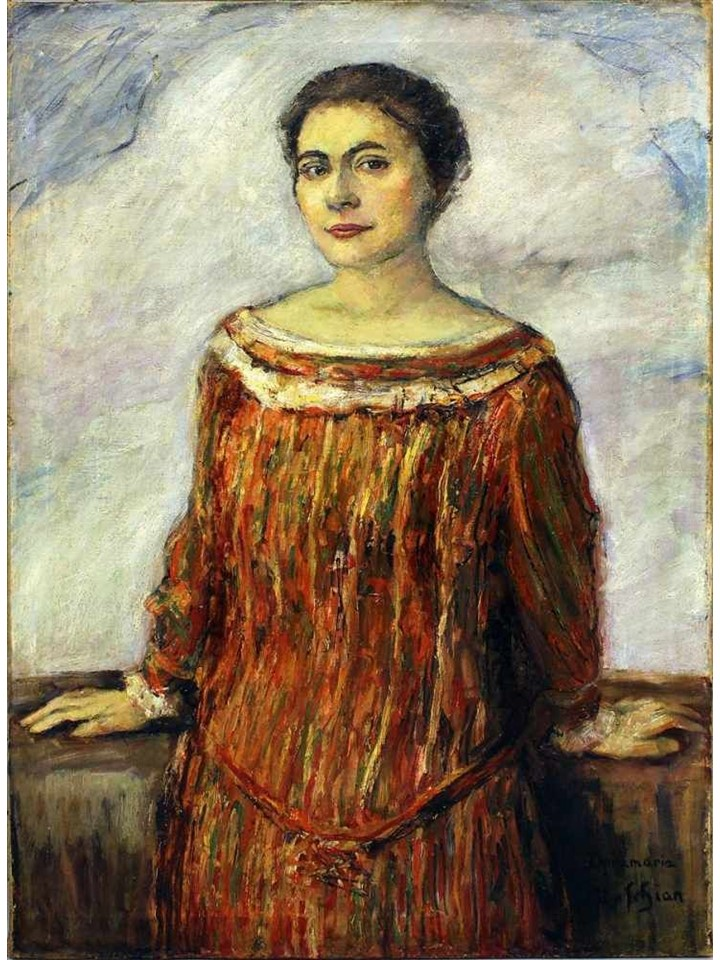
Autorretrato

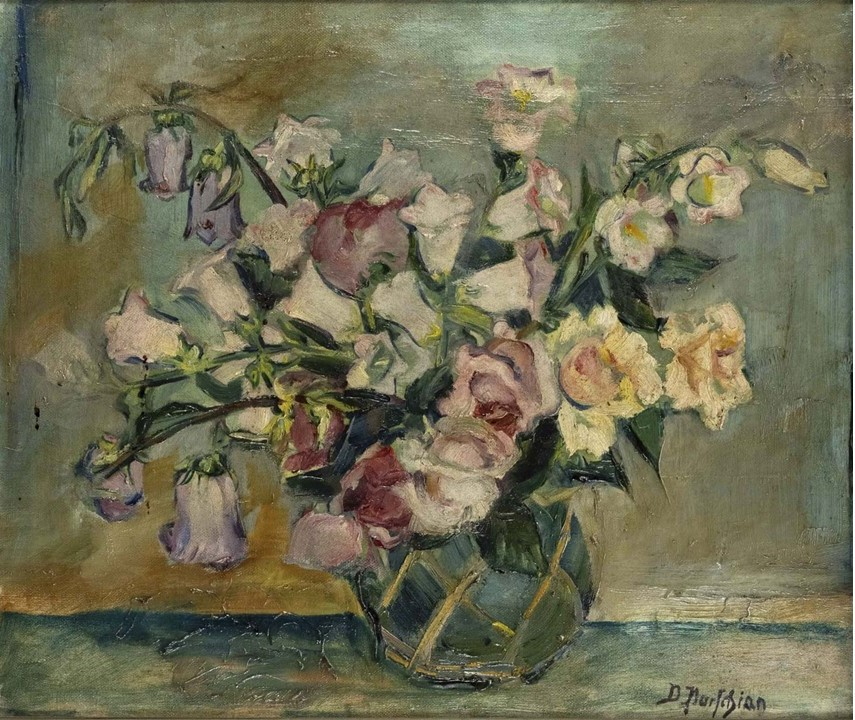
Bodegón de flores

Doramaria Purschian, (Dora Purschian) nacida el 6 de julio de 1890 en Berlín como Ella Margaretha Maria Dora Purschian; † el 11 de julio de 1972 en Berlín, fue una artista gráfica y pintora alemana especializada en retratos al óleo.

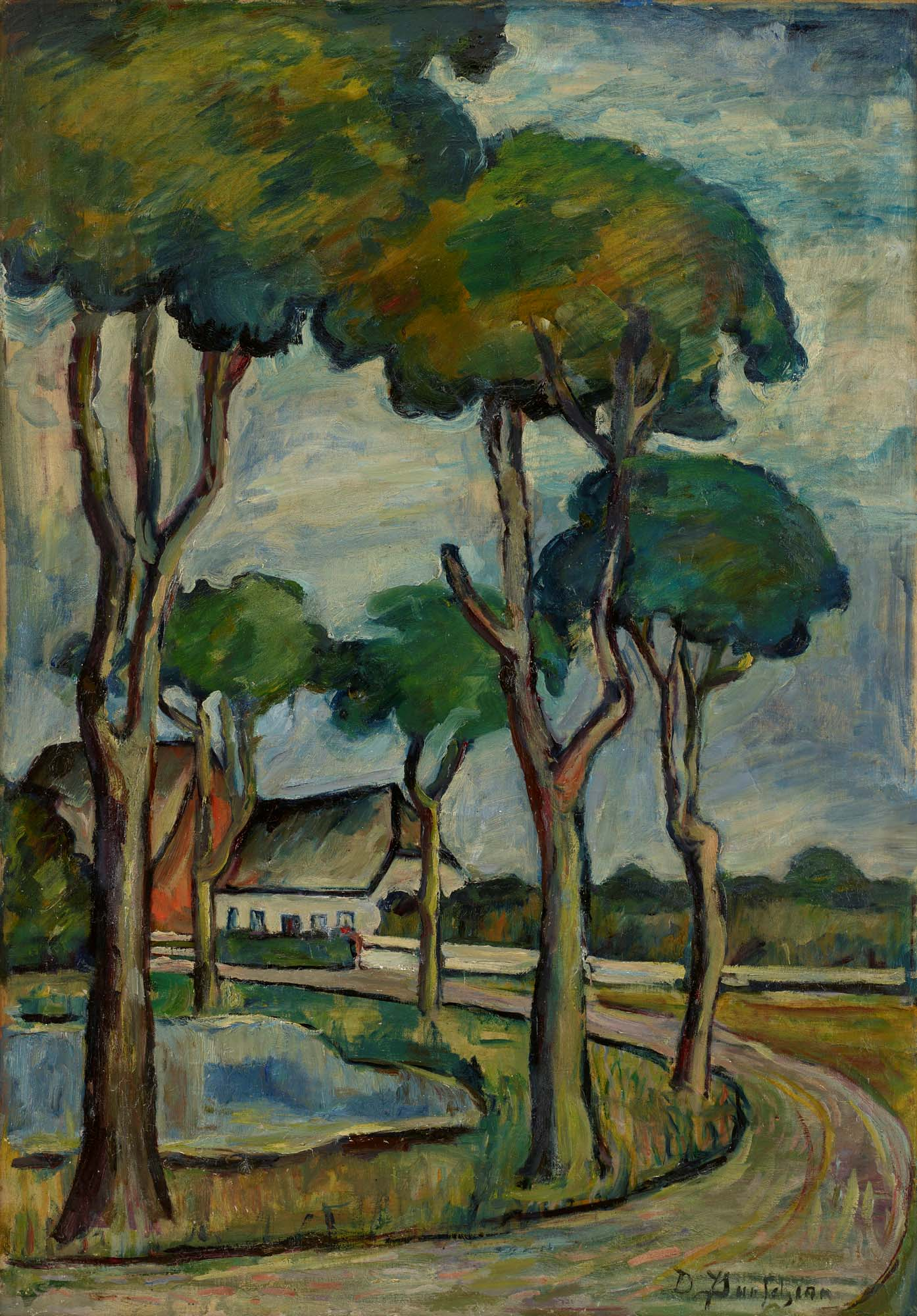
Árboles con granja

## Vida
Purschian era hija del ingeniero Ernst Purschian y su esposa Gabriela. Asistió a la Königliche Kunstschule en Berlín de 1907 a 1909. Cabe destacar es que fue una de las primeras mujeres en poder completar una formación en bellas artes, lo que fue sumamente controvertido en su momento. La Academia Estatal de Arte de Berlín no aceptaba mujeres como estudiantes hasta 1919.  Ella en 1909 aprobó el examen de profesora de dibujo. Hasta 1912 continuó su formación como pintora como alumna de Fritz Burger y Lovis Corinth. Su primera exposición individual fue en 1918 en el Museo Roemer und Pelizaeus de Hildesheim y le supuso un éxito.
Doramaria Purschian pasó unos días en Otterndorf entre 1915 y 1918. Otterndorf es una pequeña ciudad de Baja Sajonia situada en la desembocadura del Elba. Pasó sus días junto a las pintoras Hildegard Pohle (nacida el 15 de agosto de 1880 en Berlín) y Margarete Dieckhoff (nacida el 21 de octubre de 1876 en Berlín). Ambas pintoras eran miembros de la VdBK. También durante la Primera Guerra Mundial fue enfermera de la Cruz Roja. Luego trabajó como retratista independiente hasta 1930. En 1939 murió su hermano Frank y Purschian asumió la dirección de la empresa de calefacción de su hermano, que él había dirigido desde la muerte de su padre. En los documentos de la Cámara de Bellas Artes del Reich se la describe como una buena retratista y pintora infantil (grupo B). De 1929/30 a 1961 fue miembro de la Asociación de Artistas de Berlín  Desde 1946 fue miembro de la Asociación Profesional de Artistas Visuales de Berlín.
Tras la Segunda Guerra Mundial, cabe destacar la exposición en el Zehlendorfer Künstler Kunstschau en 1947 y la “Mención Especial” que obtuvo con motivo de la 2ª Exposición de Pintores Europeos en Estados Unidos en Nueva York en 1969 y su nombramiento como miembro honorario de la Academia de Arte de Roma. Siguieron otras exposiciones, por ejemplo  en el Schering Kunstverein en 1981. 
En 1949, el trabajo de Doramaria Purschian se vio interrumpido por las graves consecuencias para su salud de un brutal robo por parte de la famosa "banda Gladow".  Nunca se recuperó del todo de este ataque. Doramaria Purschian murió en Berlín en 1972. Encontró su lugar de descanso final en la parte antigua del cementerio del parque de Berlín-Lichterfelde.

## Exposiciones individuales
- 1918 Museo Romano y Pelizaeus Hildesheim
- 1981 Schering Kunstverein Berlin 1981: dibujos, acuarelas, pinturas al óleo

## Exposiciones colectivas
- Exposición de arte sin jurado, Berlín 1925: pintura, escultura, arte de jardín, edificio de exposiciones en Lehrter Bahnhof (dos obras: Otoño, autorretrato; catálogo) [4]
- Exposición de arte sin jurado 1953, 1954, 1955, 1963
- Exposición de arte de artistas de Zehlendorf 1947, 1948, 1953
- Gran exposición de arte de Berlín 1928, 1932, 1933, 1957, 1958, 1964, salas de exposiciones en la torre de radio
- 2ª Exposición de Pintores Europeos en EE. UU. Nueva York 1969 Waldorf-Astoria (premio “Mención Especial” en la categoría “Composición Política”)
- Gran Premio de Nueva York 1969 en Niza
- Exposiciones de la VdBK 1928/1929, 1929, 1934, 1937, 1942, 1954: paisaje, personas [2]
- Exposiciones gratuitas de arte de Berlín 1971 (1 obra: Instituto de Cristalografía) / 1972 (1 obra: Strelizie)
- Galerie Kidney Village 1934 Berlín Exposición de Primavera Asociación de Mujeres Artistas en Berlín
- Exposición VdBK 2016/2017 en Berlín [5]
- Museo de la Colonia de Pintores de Havelland Ferch: Pintura figurativa: retratos y escenas de género (noviembre de 2017 - abril de 2018) [6]
- Exposiciones del castillo de Biesdorf 2019 clase mujeres